# Loveland Bay Park
Loveland Bay Park är en park i Kanada.   Den ligger i provinsen British Columbia, i den sydvästra delen av landet, 3 700 km väster om huvudstaden Ottawa. Loveland Bay Park ligger 218 meter över havet. Den ligger vid sjön Campbell Lake.
Terrängen runt Loveland Bay Park är kuperad åt nordväst, men åt sydost är den platt. Närmaste större samhälle är Campbell River, 15,3 km öster om Loveland Bay Park. 
I omgivningarna runt Loveland Bay Park växer i huvudsak barrskog. Trakten runt Loveland Bay Park är nära nog obefolkad, med mindre än två invånare per kvadratkilometer.